# Alexander Michiels
Alexander Michiels (ca. 1620 - 1677) was drukker en uitgever in Brugge.

## Levensloop
Alexander Michiels ging in de leer bij Nicolaas Breyghel. Na diens dood, vestigde hij zich in 1647 als zelfstandig drukker en boekverkoper in de Breidelstraat en bleef actief tot aan zijn dood. Hij werd onder meer officieel drukker van de stad Brugge. Hij was getrouwd met Anna van Pee, een drukkersdochter.
Lang werd verondersteld dat er, na het overlijden van Breyghel, geen Brugse krant meer bestond. Schouteet en Luyckx (zie literatuur) vonden voldoende elementen in de archieven om dit tegen te spreken. Octrooien en toelagen die de stad Brugge verleende, processtukken, verslagen van discussies tussen het stadsbestuur en de krantenuitgevers, toonden duidelijk aan dat ook na de Nieuwe Tijdinghen (1637 - ca. 1645) van Breyghel, kranten in Brugge verschenen. Ze konden echter het materiële bewijs van zo'n kranten niet aantonen. Een dergelijk bewijs werd in 2010 gevonden.
Dat een van die kranten door Alexander Michiels werd uitgegeven, blijkt namelijk uit het fragment van zo een krant die in 2010 ontdekt werd en nu in de Brugse stadsbibliotheek wordt bewaard. Het draagt de datum 2 september [1664] De naam van de krant blijft vooralsnog onbekend. Het kan de voortzetting geweest zijn, onder dezelfde titel, van de krant van Breyghel.
Als de inhoud van de krant kan worden afgeleid uit een enkel bewaard fragment, ging het vooral om buitenlands nieuws, afkomstig uit Engeland (Londen), Duitsland (Keulen), Frankrijk (Duinkerke) en uit Hongarije, met name de nederlaag toegediend aan het Ottomaans leger door het Habsburgse leger tijdens de Slag bij Morgensdorf.
Michiels was klaarblijkelijk niet de enige Brugse krantenbaas. Ook de drukkers Lucas Van de Kerckhove, Jan Clouwet en Pieter Roose hadden hun krant. In 1666 zaaiden sommige berichten blijkbaar onrust en het stadsbestuur legde op dat voortaan maar één krant meer mocht verschijnen, afwisselend uitgegeven door een van de drukkers. Dit ging waarschijnlijk niet door, want in 1672 waren er nog altijd vier kranten en het gouvernement-generaal wilde (ter bescherming van de Brusselse uitgever met een exclusief octrooi) dat ze alle vier zouden worden afgeschaft. Maar de stad nam de verdediging van de Brugse krantenuitgevers op zich.
Zoals gelijkaardige zeventiende-eeuwse kranten, ging het om een publicatie op klein formaat, recto verso bedrukt in twee kolommen, in een kleine gotische letter.